# Douglas Kellner
Douglas Kellner (1943) es un académico enfocado en la teoría crítica. Muchos autores lo han clasificado como la «tercera generación» de teóricos en la Escuela de Fráncfort. Ocupa la cátedra de filosofía en la Universidad de California en Los Ángeles. Kellner se ha destacado como teórico de la cultura en general y los medios de comunicación. Ha hecho también importantes contribuciones al movimiento antiglobalización, donde se ha comprometido por las expresiones culturales alternativas en nombre de una sociedad más democrática.
Junto con el autor Richard Kahn han desarrollado varios ensayos y artículos sobre las potencialidades de oposición política de los nuevos medios. Entre sus obras más destacadas se encuentra Media Culture: Cultural Studies, Identity and Politics Between the Modern and the Postmodern (1995) para la editorial Routledge. También se ha destacado entre los comentaristas de la interdisciplina Madonna Studies donde afirma que este fenómeno sirve «como un ejemplo de cómo las consideraciones de la producción, el análisis textual, y las lecturas de la audiencia pueden cruzarse con provecho en los estudios culturales».

## Vida
Douglas Kellner nació en el Hospital de Chelsea el 31 de mayo de 1943. Sus padres trabajaron para el gobierno de los Estados Unidos en la ciudad de Washington. Su afición a la literatura vino cuando sus padres le regalaron un hectógrafo a la edad de 9 o 10 años.
En la década de 1960, vivió en la ciudad de Nueva York donde asistió a la Universidad de Columbia en 1968 para estudiar filosofía continental. También vivió en Alemania y París donde aprendió el idioma y cultura de Francia. Es por esta razón que su enfoque disciplinario se ha visto influenciado por autores francófono como Claude Lévi-Strauss, Michel Foucault, Jean Baudrillard, Gilles Deleuze o Jean-François Lyotard.

## Educación y carrera
Douglas Kellner recibió su Ph.D. en filosofía en la Universidad de Columbia en el año de 1973.
La obra académica de Kellner abarca los estudios culturales, las relaciones entre la tecnología, educación y sociedad. También se ha destacado en una amplia gama de libros sobre teoría social, política, histórica y cultural. También se ha destacado como teórico de la cultura en general y los medios de comunicación. Ha hecho también importantes contribuciones al movimiento antiglobalización, donde se ha comprometido por las expresiones culturales alternativas en nombre de una sociedad más democrática. Kellner ha sido de los comentaristas eximios dentro de la interdisciplina Madonna Studies.

## Obras destacadas

### Libros
- Kellner, Douglas (2008). Guys and guns amok:domestic terrorism and school shootings from the Oklahoma City bombing to the Virginia Tech massacre (en inglés). Paradigm Publishers. ISBN 978-1-59-451493-7.
- Kellner, Douglas (2001). Grand Theft 2000. Media Spectacle and a Stolen Election (en inglés). Rowman & Littlefield. ISBN 978-0-74-242102-8.
- Kellner, Douglas (2001). The Postmodern Adventure: Science, Technology, and Cultural Studies at the Third Millennium (en inglés). Guilford Press. ISBN 978-1-57-230666-0.
- Kellner, Douglas; Best, Steven (2001). The Postmodern Turn (en inglés). Guilford Press. ISBN 978-1-57230-221-1.
- Kellner, Douglas (1995). Media Culture: Cultural Studies, Identity and Politics Between the Modern and the Postmodern (en inglés). Routledge. ISBN 978-0-41-510569-9.
- Kellner, Douglas (1992). The Persian Gulf TV War (en inglés). Westview Press. ISBN 978-0-81-331614-7.
- Kellner, Douglas (1991). Postmodern Theory: Critical Interrogations (en inglés). Guilford Press. ISBN 978-0-89-862412-0.
- Kellner, Douglas (1989). Critical Theory, Marxism, and Modernity. Parallax Re-visions of Culture and Society (en inglés). Johns Hopkins University Press. ISBN 978-0-80-183914-6.
- Kellner, Douglas (1988). Camera Political: The Politics and Ideology of Contemporary Hollywood Film (en inglés). Indiana University Press. ISBN 978-0-25-320604-6.

### Ensayos y artículos
- Kellner, Douglas; Kahn, Richard (2007).  George Ritzer, ed. Resisting Globalization (para el libro The Blackwell Companion to Globalization) (en inglés). Blackwell.
- Kellner, Douglas; Kahn, Richard (2006).  John Dakers, ed. Reconstructing Technoliteracy: A Multiple Literacies Approach (para el libro Defining Technological Literacy: Towards an Epistemological Framework) (en inglés).
- Kellner, Douglas; Kahn, Richard (2005).  Cultural Politics, ed. Oppositional Politics and the Internet: A Critical/Reconstructive Approach (en inglés) 1 (1).
- Kellner, Douglas (2004).  E-Learning, ed. Technological Transformation, Multiple Literacies, and the Re-visioning of Education (en inglés) 1 (1).
- Kellner, Douglas (2001).  Publishers Weekly, ed. Grand Theft 2000: Media Spectacle and a Stolen Election: Review (en inglés).
- Kellner, Douglas; Best, Steven (2001).  Democracy & Nature, ed. Dawns,Twilights, and Transitions: Postmodern Theories, Politics, and Challenges (en inglés) 7 (1).
- Kellner, Douglas (1998).  Educational Theory, ed. Multiple Literacies and Critical Pedagogy in a Multicultural Society (en inglés) 48 (1).